# Йорунд
Йорунд (на старонорвежки: Jorund или Jörundr) е полулегендарен конунг на свеите от династията Скилфинги живял през 5 в.
В Сага за Инглингите на Снори Стурлусон Йорунд е посочен като син на Ингви. Той бил още дете, когато баща му и чичо му Алв се избили един друг. За конунг бил избран неговият братовчед Хуглейк (синът на чичо му Алв), а Йорунд като възмъжал станал викинг. Но срещу владенията на Хуглейк настъпил с голяма войска Хаки, скандинавски морски конунг, който се домогвал до кралството на свеите. Провела се голяма битка на юг от Гамла Упсала, седалището на свеите, и в тази битка свеите били разбити, а самият Хуглейк и двамата му сина паднали убити. Така Хаки завзел земите на Хуглейк.
През следващите три години Йорунд заедно с брат си Ейрик кръстосвали моретата на Скандинавия, но когато чули, че Хаки е разпуснал своите най-прославени воини, се върнали в Швеция, за да си търсят правата над престола. Много свеи се присъединили с готовност към войската им и те се изправили срещу Хаки. Но въпреки численото им превъзходство, Хаки съумял да разбие войската им, да убие Ейрик, а Йорунд се спасил на кораба си. Но за негов късмет Хаки получил толкова тежки рани в боя, че нямал шанс да оцелее затова си избрал достойна смърт – заповядал да го положат на кораба му заедно със загиналите воини, да запалят кораба и да го пуснат в открито море. Така Йорунд станал конунг на Швеция.
По времето, когато Йорунд още обикалял моретата с брат си Ейрик, веднъж в Дания те имали сблъсък с Гудлауг, конунг на Холугаланд (най-северната област на Норвегия). След като избили хората му, те обесили Гудлауг на брега и това много ги прославило. Но това именно станало причина по-късно за гибелта на Йорунд. Вече крал, той често се отправял в походи и веднъж в пролива Одасунд се сблъскал със сина на Гудлауг. И той му отмъстил като избил всичките му воина на кораба, а самият Йорунд бил свален на брега и обесен също както навремето той постъпил с Гудлауг.
Шведският археолог Биргер Нерман на основание археологически и други данни датира гибелта на Йорунд след средата на V в.